# Hoplia sobrina
Hoplia sobrina är en skalbaggsart som beskrevs av Sharp 1876. Hoplia sobrina ingår i släktet Hoplia och familjen Melolonthidae. Inga underarter finns listade i Catalogue of Life.